# 長谷川純
長谷川 純（はせがわ じゅん、1985年〈昭和60年〉10月29日 - ）は、日本の俳優・タレント。
東京都出身。STARTO ENTERTAINMENT所属。

## 来歴
『8時だJ』で行われたオーディションに参加し、合格して1998年のゴールデンウィークにジャニーズ事務所に入所した。同年9月にはジャニーズJr.内ユニット・B.I.G.のメンバーとして、1999年にはB.B.A.のメンバーとして、2002年にはFour Topsのメンバーとしても活動する。
2003年12月、亜細亜大学経済学部に合格したことを発表。2004年2月13日に堀越高等学校（トレイトコース）を卒業した。同級生に山下智久、田中聖、蒼井優らがいる。2008年3月、亜細亜大学経済学部経済学科を卒業。
2015年10月15日、ジャニーズ事務所公式ホームページで単独ページができ、事実上のジャニーズJr.卒業となる。

## 人物
『渡る世間は鬼ばかり』シリーズなど、主にドラマや舞台を中心に活動している。
2004年春の第26回『オールスター感謝祭』で優勝した。

## 出演
グループでの出演はB.I.G.、B.B.A.、Four Topsを参照。個人での出演のみ記載。

### テレビドラマ
- 眠れる森 （1998年10月8日 - 12月24日、フジテレビ） - 伊藤直季（少年期）役
- BOYS BE… 第8回 初めてのデートは… （1998年11月22日、日本テレビ）
- 熱血恋愛道 第6回 水瓶座のO型BOY （1999年2月14日、日本テレビ）
- 怖い日曜日 第6回 玄関先 （1999年8月15日、日本テレビ）
- 怖い日曜日〜新章〜（日本テレビ）
  - 第1回 母さんの写真 （1999年10月3日）
  - 第11回 「家族」家の中に住む“もうひとり”（1999年12月12日）
- SPACE ANGEL 2001円宇宙の旅 （2000年4月16日 - 6月25日、日本テレビ） - ヒロシ 役[17]
- 渡る世間は鬼ばかり（2000年 - 2019年、TBS）- 森山壮太 役
  - 渡る世間は鬼ばかり 第5シリーズ （2000年10月5日 - 2001年9月27日）
  - 渡る世間は鬼ばかり 第6シリーズ （2002年4月4日 - 2003年3月27日）
  - 渡る世間は鬼ばかり 第7シリーズ （2004年4月1日 - 2005年3月31日）
  - 渡る世間は鬼ばかり 第8シリーズ （2006年4月6日 - 2007年3月29日）
  - 渡る世間は鬼ばかり 第9シリーズ （2008年4月3日 - 2009年3月26日）
  - 渡る世間は鬼ばかり 第10シリーズ （2010年10月14日 - 2011年9月29日）
  - 渡る世間は鬼ばかり スペシャル （2012年9月17日・24日）
  - 渡る世間は鬼ばかり 2013スペシャル （2013年5月27日・6月3日）
  - 渡る世間は鬼ばかり 2015スペシャル （2015年2月16日・2月23日）
  - 渡る世間は鬼ばかり 2016スペシャル （2016年9月18日・9月19日）
  - 渡る世間は鬼ばかり 2017スペシャル （2017年9月18日）
  - 渡る世間は鬼ばかり 2018スペシャル （2018年9月17日）
  - 渡る世間は鬼ばかり 2019スペシャル （2019年9月16日）[18]
- 怖い日曜日〜2000〜 - 番組ナビゲーター[19]
  - 第21回 異界は存在する… （2000年11月26日、日本テレビ）
- 泥棒家族 （2000年12月20日、日本テレビ） - 戸野島光彦 役
- 史上最悪のデート（日本テレビ）
  - 第09回 お姉さまと水着DEデート（2001年2月4日）
  - 第20回 マザコン少年の初デート（2001年4月22日）
- 金田一少年の事件簿 魔術列車殺人事件 （2001年3月25日、日本テレビ） - 佐木竜太 役
  - 金田一少年の事件簿 第3シリーズ （2001年7月14日 - 9月15日、日本テレビ） - 佐木竜太 役
- ゼニゲッチュー!! （2001年5月20日 - 6月24日、日本テレビ） - 本間宗一郎 役
- 演技者。「TRASHMASTAURANT」 （2003年11月18日 - 12月16日、フジテレビ） - ヒノッチ 役
- 一瞬の風になれ （2008年2月25日 - 2月28日・4夜連続放送、フジテレビ） - 一ノ瀬連 役
- 泣かないと決めた日 （2010年1月26日 - 2010年3月16日、フジテレビ） - 田沢佳人 役
- 絶対泣かないと決めた日〜緊急スペシャル （2010年7月2日、フジテレビ） - 田沢佳人 役
- ダーティ・ママ! 第9話 （2012年3月7日、日本テレビ） - 門田裕二 役
- 月曜ゴールデン（TBS）
  - 十津川警部シリーズ47 熱海・湯河原殺人事件」（2012年4月16日） - 浦部刑事 役
  - 医師・円城寺修II『恨みの報酬』 （2012年6月4日） - 宮谷夏彦 役
  - 税務調査官・窓際太郎の事件簿27（2014年7月28日） - 斉藤武雄 役
- Piece 第1話・第4話（2012年10月6日・27日、日本テレビ） - 住吉大紀 役
- 鼠、江戸を疾る 第1話（2014年1月9日、NHK総合） - 新田藩の若殿 役
- 金曜プレステージ『西村京太郎サスペンス十津川捜査班8 十津川警部「家族」』（2014年1月24日、フジテレビ） - 西本伸男 役
- ほっとけない魔女たち 第2話-第5話 （2014年9月2日・9月5日、フジテレビ） - 池波翔 役（ゲスト出演）
- ショカツの女10（2015年5月16日、朝日放送） - 河合洋介 役
- 刑事バレリーノ（2016年1月9日、日本テレビ）- 羽賀翔 役[20]
- 水戸黄門（2017年10月4日 - 2017年12月6日、BS-TBS）- 柘植九郎太 役[9][21]
- 家族の旅路 家族を殺された男と殺した男 （2018年2月3日 - 3月24日、東海テレビ･フジテレビ） - 桜井良太 役[22]
- 越路吹雪物語 第36話-第39話（2018年2月27日 - 2018年3月2日、テレビ朝日） ‐ 内藤法美（青年期）役[23][24]
- 記憶捜査〜新宿東署事件ファイル〜 最終話（2019年3月1日、テレビ東京）
- スパイラル〜町工場の奇跡〜（2019年4月15日 - 6月3日、テレビ東京） - 原口慎太郎 役[25]
- NHK大河ドラマ 麒麟がくる 第15回（2020年4月26日、NHK） - 斎藤孫四郎 役[26]
- 私刑人〜正義の証明（2020年2月9日、テレビ朝日）- 青柳真司 役[27]
- やすらぎの刻〜道 第231話 - 第232話（2020年3月4日 - 3月5日 、テレビ朝日） - 刑事 役
- 一億円のさようなら（2020年9月27日 - 、NHK BSプレミアム・BS4K） - 後藤亮二 役[28][29]
- 文豪少年!〜ジャニーズJr.で名作を読み解いた〜 第9話（2021年5月16日、WOWOW）[30]
- 准教授・高槻彰良の推察 Season2 第1話（2021年10月10日、WOWOW） - 鎌田亮平 役[31]
- ジャンヌの裁き（2024年1月12日 - 3月8日、テレビ東京） - 根津信也 役[32]
- ハロウィンの夜に咲いた桜の樹の下で（2024年6月6日 - 16日、座・高円寺1）[33]
- 新・暴れん坊将軍（2025年1月4日、テレビ朝日） - 長松 役
- テレビ熊本ドキュメンタリードラマ 郷土の偉人シリーズ第32作『夏目漱石〜吾輩が愛した肥後の国より〜』（2025年1月19日、テレビ熊本）[34]
- 天久鷹央の推理カルテ 第3話・第4話（2025年5月6日・13日、テレビ朝日） - 八巻亮 役[35]
- 人事の人見 第7話（2025年5月20日、フジテレビ） - 黒澤直樹 役[36]

### 配信ドラマ
- 私の正しいお兄ちゃん（2021年10月15日 - 配信、FOD） - 理世の兄 役[37]

### 映画
- 浅草・筑波の喜久次郎 浅草六区を創った筑波人（2016年12月03日公開、筑波映像制作株式会社）- 幸田啓介 役[38]

### 舞台
- ミュージカル「MASK」（1999年1月6日 - 31日、日生劇場）[39]
- PLAYZONE 2003 Vacation（2003年7月14日 - 8月6日、青山劇場 / 8月11日 - 17日、大阪フェスティバルホール）[40]
  - PLAYZONE 2006 Change （2006年7月9日 - 8月5日、青山劇場） - 謎の少年 役[41]
- MILLENNIUM SHOCK（2000年11月2日 - 26日、帝国劇場）[42]
  - SHOW劇・SHOCK（2001年12月1日 - 2002年1月27日、帝国劇場）[43]
- あずみ〜AZUMI on STAGE〜（2005年4月3日 - 26日、明治座） - 豊臣秀頼 役[44]
  - あずみ〜AZUMI RETURNS〜（2006年4月1日 - 16日、明治座 / 4月29日 - 5月4日、梅田芸術劇場） - 豊臣秀頼 役
- ロミオとジュリエット（2009年3月4日 - 29日、東京グローブ座 / 4月2日 - 5日、大阪サンケイホールブリーゼ） - ティボルト 役[45]
- ディズニー・ライブ！「ミッキー＆ミニーのスターをさがせ!!」（2011年3月19日 - 8月31日、全囯25都市で開催） - ライブMC（東新良和とどちらかが出演）[46]
- 喜劇「ハムレット」＆悲劇？「ローゼンクランツとギルデンスターンは死んだ」（2011年5月18日 - 29日、渋谷区文化総合センター大和田さくらホール / 5月31日、北千住 シアター1010） - ハムレット役[47][48]
- 陽だまりの樹（2012年4月13日 - 23日、サンシャイン劇場 / 5月4日 - 20日、新歌舞伎座 / 5月24日 - 27日、中日劇場） - 多磨屋成吉役
- ドリームジャンボ宝ぶね 〜けっしてお咎め下さいますな〜（2013年1月6日 - 13日、青山劇場 / 1月26日、梅田芸術劇場メインホール） - 近藤勇 役[49]
- 滝沢歌舞伎 2014（2014年3月6日 - 30日、博多座 / 4月7日 - 5月6日、新橋演舞場）[50]
  - 滝沢歌舞伎 2018（2018年4月5日 - 5月13日、新橋演舞場 / 6月4日 - 30日、御園座）[51]
- 水木英昭プロデュースvol.17 レイジーミッドナイト（2014年11月15日 - 24日、紀伊國屋ホール） - 岩渕光太郎 役
- ジェットラグプロデュース『みんなのうた』（2015年5月8日 - 11日、紀伊國屋ホール）[52]
- NLTプロデュース「嫁も姑も皆幽霊」（2015年8月20日 - 30日、三越劇場） - 水澤健太郎 役[53]
- 劇団TEAM-ODAC第19回本公演「僕らの深夜高速」（2015年10月7日 - 12日、草月ホール《草月会館》） - 佐野英治 役
- 戦国TAPミュージカル『TAKEDA』（2018年11月28日 - 12月2日、東京芸術劇場 シアターウエスト）[54][55]
  - 戦国TAPミュージカル『TAKEDA』（2021年4月3日、テアトルフォンテ / 4月9日-10日、道新ホール / 4月17日、YCC県民文化ホール）[56]
- 京都 都大路謎の花くらべ（2019年8月3日 - 17日、新橋演舞場） - 山田二郎 役[57][58]
- 虎者-NINJAPAN-（2019年11月2日 - 10日、サンシャイン劇場 / 11月15日 - 24日、南座 / 11月26日・27日、御園座 / 11月30日、上野学園ホール） - 朱雀 役[59][60]
  - 虎者 NINJAPAN 2020（2020年10月10日 - 27日[注 1]、新橋演舞場） - 朱雀 役[62]
  - 虎者 NINJAPAN 2021（2021年10月6日 - 28日、南座 / 11月3日 - 27日、新橋演舞場 / 12月1日 - 8日、御園座 / 12月11日・12日、広島文化学園HBGホール）[63]
- 朗読劇『私の頭の中の消しゴム 12th Letter』（2021年5月2日配信[注 2]）[66]
- 〈喜劇名作劇場〉恋ぶみ屋一葉 『有頂天作家』（2022年1月15日・16日、南座）[注 3] - 片桐清次郎 役
- 劇団扉座 第77回公演『ハロウィンの夜に咲いた桜の樹の下で』（2024年6月6日 - 16日〈予定〉、座・高円寺1）[71]

### バラエティ
- 愛LOVEジュニア（1997年 - 1998年9月28日、テレビ東京）
- やったるJ（1999年10月20日 - 2000年3月8日、テレビ朝日）
- ザ少年倶楽部（2000年4月7日 - 2004年3月、NHK）
- music-enta（2000年4月19日 - 2001年3月14日、テレビ東京）
- 裸の少年（2001年4月7日 - 2009年9月26日、テレビ朝日）
- ジャパン☆ウォーカー（2001年10月7日 - 2002年3月31日、日本テレビ系）
- USO!?ジャパン（2001年4月14日 - 2003年9月13日、TBS）
- あしたのJ（2001年7月1日 - 9月30日、日本テレビ）

### 舞台番組
- プレミアムシアター 舞台 「陽だまりの樹」（2012年7月2日、NHK BSプレミアム）

### コンサート
- Johnny's Summer Concert（1998年7月29日 - 8月31日、横浜アリーナ・大阪城ホール・名古屋レインボーホール）[72]
- Johnny's Winter Concert（1998年12月27日 - 1999年1月6日、横浜アリーナ・大阪城ホール）[72]
- ジャニーズJr. 特急〈10・9〉投球〈10・9〉コンサート 10月9日東京ドームに大集合!!（1999年10月9日、東京ドーム）[39]
- Johnny's Jr. Spring Concert 2000（2000年4月3日 - 5月7日、横浜アリーナ・大阪城ホール・名古屋レインボーホール）[42]
- ジャニーズJr. 〈東・阪・名〉3大ドームコンサート（2000年9月3日 - 10月15日、東京ドーム・大阪ドーム・ナゴヤドーム）[42]
- ジャニーズJr. Concert タッキー&翼 21世紀の対決（2001年5月3日 - 6月3日、横浜アリーナ・大阪城ホール・名古屋レインボーホール）[43]
- ジャニーズJr. Concert タッキー&翼 ジャニーズJr.総出演!（2002年3月29日 - 5月6日、大阪城ホール・名古屋レインボーホール・横浜アリーナ）[73]

### イベント
- 第80回全国高等学校野球選手権大会プレイベント出演（1998年8月6日、阪神甲子園球場）[72]
- J2000台湾大震災チャリティー野球大会「MARCH OF 2000」（1999年12月18日、千葉マリンスタジアム）[39]
- J2000 × 大阪近鉄バファローズスペシャルチーム（2000年3月20日、大阪ドーム）[42]

### ラジオ
- ジャニーズJr.の月曜日（1999年5月10日 - 10月、文化放送）
- ジャニーズJr.DOKI2 アフタースクール（1998年4月6日 - 2002年3月29日、ニッポン放送）

### CM
- 資生堂「ラステア」（1999年 - ）[39]
  - ウェットウェーブ（2000年2月 - ）[74]
- 松下電器産業「コードレス電話 Panasonic PV-5」（1999年）[39][75]

### MV
- 「Namidaの結晶」（2019年）[76]

### 雑誌
- 『FINEBOYS』2010年1月号 - 2014年6月号（専属モデル、毎月10日、日之出出版）[77]

### ネット配信
- Johnny's Web 3ヶ月連載限定 メッセージ（2010年1月1日 - 3月22日、Johnny's Web）
- Johnny's Web 短期集中連載「長谷川純の残暑お見舞い申し上げます」（2015年8月18日 - 2015年9月4日、Johnny's Web）
- Johnny's Web 連載「STAY GOLD」（2017年7月31日 - 、Johnny's Web）[78]